# The Untouchables
The Untouchables (conocida como Los intocables de Eliot Ness en España, y como Los intocables en Hispanoamérica) es una película estadounidense de 1987 dirigida por Brian De Palma y protagonizada por Kevin Costner. Está inspirada en la autobiografía The Untouchables (1957), escrita por Eliot Ness y Oscar Fraley. 
La película se estrenó el 3 de junio de 1987. Fue candidata a cuatro Premios Óscar, de los cuales Sean Connery recibió uno al mejor actor de reparto.

## Argumento
Eliot Ness, un agente federal idealista, es el encargado de mantener el orden en el Chicago de la ley seca, donde el contrabando de alcohol, a causa de esa ley, florece y ha hecho a gente como Al Capone muy poderosa. Sin embargo también ha causado una guerra por el control de ese negocio y muchas muertes por ello, incluido inocentes. El objetivo principal de Ness es acabar con Capone, el más poderoso de todos, que busca poner completamente bajo su control ese contrabando utilizando la violencia e incluso asesinatos, aunque mueran inocentes por ello.
Al principio Ness hace una redada en un almacén de Al Capone, pero cuando llega, no encuentran alcohol en el almacén. Ante esta perspectiva Ness sospecha que la policía de Chicago está sobornada. En un encuentro casual por la noche, Ness conoce a Jim Malone, un honesto policía de la vieja escuela, a quien pide que se una a su grupo para acabar con Capone. Él acepta y poco después, reclutan juntos a George Stone, cadete de la policía, y a Oscar Wallace, contable y agente del tesoro. El nuevo equipo de Los Intocables limpia la ciudad y hasta hace una redada en la frontera canadiense. 
Capone, al saber que su negocio está en peligro, da la orden a uno de sus más crueles asesinos a sueldo, Frank Nitti, de acabar con el equipo de Ness. Empieza a asesinarlos, comenzando por Oscar Wallace, a quien mata dentro de un ascensor. Luego asesina a Malone en la parte posterior de su casa, y todo ello es informado personalmente a Capone. Pero, como el equipo de Ness ya había ideado la forma de detener y atrapar a Capone gracias a un libro de sobornos de Capone hacia funcionarios públicos que pudieron incautar en la redada canadiense, ellos consiguen capturar a su contador tras un violento tiroteo victorioso entre otros sicarios de Capone y los dos últimos integrantes de los Intocables, el cual, harto de la violencia de Capone, accede a testificar contra él respecto al libro. 
Así, Capone, que no había pagado impuestos desde hacía años, es llevado a un tribunal por tres cargos de evasión de impuestos, donde el contador prueba todo lo que hay en ese libro. Sin embargo este espera tranquilamente el resultado. Ness entonces descubre que Nitti ingresó a la sala judicial armado y lo obliga a salir, para luego descubrir que se trata del asesino de Malone. Nitti se enfrenta a Ness en el techo del tribunal y éste, mofándose de la muerte de Malone, provoca la ira de Ness, quien lo arroja desde el techo del edificio, matándolo. Más tarde Stone comunica a Ness que los miembros del jurado están en una lista de sobornos de Capone encontrada en las cosas de Nitti, pero, al mostrársela al juez, este, la quiere desestimar. Entonces Ness le dice al juez a solas la mentira de que su nombre está en el libro de sobornos. 
Asustado, y dándose entonces cuenta de que la lista aun así es prueba suficiente tomando adicionalmente en cuenta lo que ya fue probado en el juicio, el juez, avergonzado por su intención inicial motivada por el deseo de no querer ver ni oír, ordena entonces el cambio de jurados. Provoca así las protestas desesperadas de Capone y el posterior cambio de actitud de su abogado, cuando le ordena hacer algo al respecto, quien entonces lo acusa formalmente para reducir la venidera condena para Capone. 
De esa manera el humillado Capone recibe solo sentencias paralelas por sus crímenes y 11 años de cárcel en vez de 28 habiendo aun así perdido todo su poder e influencia en el suceso. Ness, agotado, se retira de la policía y deja como su reemplazo a Stone mostrando también su apoyo a la venidera abolición de la ley seca como una manera de detener la violencia que esa prohibición ha causado.

## Reparto
| Intérprete           | Personaje                          |
| -------------------- | ---------------------------------- |
| Kevin Costner        | Eliot Ness                         |
| Sean Connery         | Jim Malone                         |
| Charles Martin Smith | Agente Oscar Wallace               |
| Andy García          | Agente George Stone/Giuseppe Petri |
| Robert De Niro       | Al Capone                          |
| Richard Bradford     | Jefe de policía Mike Dorsett       |
| Jack Kehoe           | Walter Payne                       |
| Brad Sullivan        | George                             |
| Billy Drago          | Frank Nitti                        |
| Patricia Clarkson    | Catherine Ness                     |
| Don Harvey           | Oficial Preseuski                  |

## Producción

### Guion
Cuando se escribió el guion, los responsables de la Paramount no estuvieron satisfechos y cambiaron por ello parte de la historia. También hubo planes de Brian de Palma de hacerlo en blanco y negro que fueron desechados. Brian de Palma no se resistió a ello para no perder su puesto como director.

### Casting
Al principio se pensó en que William Hurt hiciese el papel de Elliott Ness, pero estaba demasiado ocupado con otros proyectos. También se pensó en Mel Gibson, Harrison Ford, Michael Douglas y Don Johnson, pero rechazaron el papel. Por ello Kevin Costner recibió el rol finalmente. En cuanto a Al Capone, Bob Hoskins estaba pensado en interpretarlo, pero al final el actor elegido fue Robert De Niro. Para hacer su papel, se vistió exactamente como Capone y engordó doce kilos. También se le hizo parecer más gordo con la ayuda de un cuidadoso maquillaje. Cabe también destacar que Patricia Clarkson hizo su debut en esta película.

### Rodaje
La obra cinematográfica se rodó entre agosto y noviembre de 1986 y, para aparentar los años 30, las localizaciones reales de Chicago, donde se hizo la película fueron debidamente retocadas. También se rodó en Montana. Para hacerla creíble se contrató también durante el rodaje como consejero al único miembro de los intocables de Elliot Ness todavía vivo en ese tiempo, Al Wolff.

### Música
Ennio Morricone fue el encargado de la banda sonora. Comprendió a la perfección el film y su trabajo se ajustó a ello. Hizo así una obra maestra que contribuyó enormemente al éxito de la película. Por ello es considerada como uno de sus mejores trabajos.Obtuvo por ella también una nominación al Óscar.

## Recepción
La obra cinematográfica fue un éxito en el plano económico, recaudando más de 76 millones de dólares en Estados Unidos. También fue evaluada positivamente por la crítica especializada.

## Premios y nominaciones
| Premio        | Categoría                 | Candidato(s)                                             | Resultado  |
| ------------- | ------------------------- | -------------------------------------------------------- | ---------- |
| Premios Óscar | Mejor actor de reparto    | Sean Connery                                             | Ganador    |
| Premios Óscar | Mejor banda sonora        | Ennio Morricone                                          | Candidato  |
| Premios Óscar | Mejor diseño de vestuario | Marilyn Vance                                            | Candidata  |
| Premios Óscar | Mejor dirección artística | Patrizia Von Brandenstein William A. Elliott Hal Gausman | Candidatos |